# Dongfeng Peugeot Citroën Automobile
Dongfeng Peugeot Citroën Automobile, vorher Dongfeng-Citroën Automobile, ist ein Hersteller von Automobilen aus der Volksrepublik China.

## Unternehmensgeschichte
Das Unternehmen wurde am 11. Mai 1992 in Wuhan gegründet. Beteiligt waren Dongfeng Motor Corporation und Citroën. Die Produktion von Automobilen begann. Der Markenname lautete zunächst Shenlong. Im September 2002 trat Peugeot mit ins Unternehmen ein. Seitdem lautet die Firmierung Dongfeng Peugeot Citroën Automobile. Die Fahrzeuge werden als Citroën und Peugeot vermarktet. Der Markenname Shenlong lief 2004 aus. Anfang 2025 wurde für Plug-in-Hybride und Elektroautos die Marke Hedmos eingeführt. Das erste Modell dieser Marke, der Hedmos 06, basiert auf dem Dongfeng Fengshen Sky EV01.

## Fahrzeuge
- 1992 Citroën ZX Fukang (SKD)
- 2001 Citroën Xsara Picasso
- 2002 Citroën Elysée
- 2006 Peugeot 206 (eine Facelift-Version kam später auch als 207 Sedan)
- 2006 Citroën C-Triomphe, Stufenheckversion des Citroën C4
- 2006 Dongfeng Citroën C2 (auf Basis des Peugeot 206)
- 2008 Peugeot 307 (auch als Stufenheck)
- 2008 Citroën C-Quatre, kurze Stufenheckversion des Citroën C4
- 2010 Citroën C5
- 2010 Peugeot 408, Stufenheckversion des Peugeot 308
- 2011 Peugeot 508 I
- 2011 Peugeot RCZ
- 2011 Peugeot 308
- 2012 Citroën C-Quatre

Quelle: